# Albert Brandenburg (Politiker)
Albert Brandenburg (* 23. Januar 1835 in Bordeaux; † 1886) war von 1878 bis 1884 Bürgermeister der Stadt Bordeaux.
Die Familie seines Vaters George gehörte zu den protestantischen Familien, die zum Anfang des 19. Jahrhunderts in den nordwestlich von Bordeaux liegenden Stadtteil Chartron aus Süddeutschland eingewandert waren. Als Herkunft wird die Gegend um Freiburg, aber auch Bayern angegeben. Seine Mutter war Anne Pöhls. Nach seiner abgeschlossenen Schulausbildung schickte ihn sein Vater für drei Jahre nach Deutschland, um seine deutsche Sprache zu verbessern. Brandenburg heiratete im Jahre 1862 die Kaufmannstochter Anne Chaumel.
Bereits mit 33 Jahren wurde er Richter am Finanzgericht von Bordeaux. 1874 gab er diese Tätigkeit auf und wurde Mitglied des Stadtrats. Als vier Jahre später das Amt seines Vorgängers Émile Fourcand frei wurde, weil dieser in den Generalrat vom Département Gironde wechselte, ließ er sich nominieren und wurde gewählt.
Zu seinen Leistungen zählt die Einrichtung der ersten Pferdebahn während seiner Amtszeit als Bürgermeister 1880. Im gleichen Jahr weihte er zusammen mit dem späteren Außenminister Frankreichs, Jules Ferry, das Gymnasium Lycée Michel-Montaigne ein.

## Ehrungen
Im Norden der Stadt Bordeaux ist im Stadtteil Bacalan ein Boulevard nach ihm benannt. Dieser stellt die Verlängerung des Boulevard Alfred Daney dar, der sein Amtsnachfolger wurde.